# Discus
Discus – rodzaj typowy rodziny krążałkowatych (Discidae). Obejmuje lądowe ślimaki małych lub średnich rozmiarów, o płaskiej muszli w kształcie krążka, górą lekko wzniesioną, a dołem wklęsłą, z wyraźnym żebrowaniem powierzchni i z szerokim dołkiem osiowym. Są to gatunki cieniolubne, głównie leśne, żyjące w ściółce lub w próchniejących kawałkach drewna, a także pod kamieniami. Występują w Europie, północnej Azji i Ameryce Północnej. Żywią się zróżnicowanym pokarmem.
Gatunkiem typowym rodzaju jest Helix ruderata Hartmann, 1821 (Discus ruderatus).
W faunie Polski znany jest jeden gatunek z tego rodzaju: krążałek obły (Discus ruderatus). Dwa inne występujące w Polsce gatunki zaliczane w literaturze do rodzaju Discus – krążałek ostrokrawędzisty (Discus perspectivus) i krążałek plamisty (Discus rotundatus) – zostały w 2023 roku wydzielone do wskrzeszonego rodzaju Gonyodiscus.
W języku polskim ślimaki z rodzaju Discus określane były zwyczajową nazwą krążałek, jednak z czasem nazwą tą objęto również gatunki zaliczane do innych rodzajów.

## Podział systematyczny
Do rodzaju Discus zaliczane są następujące współczesne gatunki:
- Discus brunsoni S.S. Berry, 1955
- Discus bryanti (Harper, 1881)
- Discus catskillensis (Pilsbry, 1898)
- Discus clappi (Pilsbry, 1924)
- Discus depressus (A. Adams, 1868)
- Discus macclintocki (F.C. Baker, 1928)
- Discus marmorensis H.B. Baker, 1932
- Discus nigrimontanus (Pilsbry, 1924)
- Discus patulus (Deshayes, 1832)
- Discus pauper (A. Gould, 1859)
- Discus potanini (Möllendorff, 1899)
- Discus ruderatus (W. Hartmann, 1821) – krążałek obły
- Discus selenitoides (Pilsbry, 1889)
- Discus shimekii (Pilsbry, 1890)
- Discus whitneyi (Newcomb, 1864)

oraz gatunki wymarłe, znane tylko ze szczątków kopalnych:

- Discus alhardae (Andreae, 1884) †
- Discus antiquus (K. Miller, 1907) †
- Discus bohemicus (Wenz, 1914) †
- Discus bonneti (Cossmann, 1902) †
- Discus costulatostriatus (Greppin, 1855) †
- Discus disculus (A. Braun, 1851) †
- Discus euglyphoides (F. Sandberger, 1872) †
- Discus euglyphus (Reuss, 1849) †
- Discus ferculum (Deshayes, 1863) †
- Discus ferrantii (Deshayes, 1824) †
- Discus globosus (K. Miller, 1907) †
- Discus lateumbilicatus (Sacco, 1886) †
- Discus lecontei (Stearns, 1902) †
- Discus lunula (Thomä, 1845) †
- Discus mackenziei L.S. Russell, 1955 †
- Discus magnus Y.-T. Li, 1984 †
- Discus margaritae (Cossmann, 1902) †
- Discus multicostatus (Thomä, 1845) †
- Discus neumaieri Schlickum, 1964 †
- Discus oligogyra (Andreae, 1884) †
- Discus omphalus (F.E. Edwards, 1852) †
- Discus pantanellii (Sacco, 1886) †
- Discus pleuradrus (Bourguignat, 1881) †
- Discus pontileviensis (de Morgan, 1920) †
- Discus ralstonensis (T.D.A. Cockerell, 1914) †
- Discus rasseri Harzhauser, Neubauer & Georgopoulou, 2014 †
- Discus ruderoides (Michaud, 1862) †
- Discus sandbergeri (Clessin, 1894) †
- Discus sandersoni (L.S. Russell, 1929) †
- Discus saucatsensis (Benoist, 1873) †
- Discus schneideri Harzhauser & Neubauer, 2014 †
- Discus simillimus (Stearns, 1900) †
- Discus solarioides (F. Sandberger, 1872) †
- Discus stenospira (Reuss, 1849) †
- Discus vireti Truc, 1971 †
- Discus wenzi (Jooss, 1918) †
- Discus wervekei (Förster, 1892) †
- Discus whitei (Wenz, 1919) †
- Discus zagorseki Harzhauser, Neubauer & Georgopoulou, 2014 †